# Song Hye-kyo
Song Hye-kyo (Hangul: 송혜교; nascida a 22 de novembro de 1981) é uma atriz e modelo sul coreana. Ela ganhou popularidade internacional através de seus papéis principais nos dramas de televisão Autumn in My Heart (2000), All In (2003), Full House (2004), That Winter, the Wind Blows (2013), Descendants of the Sun (2016), Encounter (2018), Now, We Are Breaking Up (2021) e The Glory (2022). Seu trabalho no cinema inclui Hwang Jin Yi (2007), O Grande Mestre (2013), Minha Vida Brilhante (2014) e As Rainhas (2015).
Em 2017, Song Hye-kyo ficou em 7º lugar na lista Korea Power Celebrity da revista Forbes e 6º em 2018. Ela é referida como uma das "Troika", juntamente com Kim Tae-hee e Jun Ji-hyun, coletivamente conhecidos pela palavra de mistura "Tae-Hye-Ji". O sucesso dos dramas de televisão de Song a estabeleceu internacionalmente como uma das principais estrelas da Hallyu.

## Início da vida e educação
Quando Song nasceu, ela estava tão doente que seus pais e médicos pensaram que ela não sobreviveria. Após sua recuperação, os pais de Song registraram seu nascimento em 26 de fevereiro de 1982 (em vez de sua data de nascimento real, 22 de novembro de 1981).
Os pais de Song se divorciaram quando ela era uma menina, após o que ela foi criada por sua mãe. Eles se mudaram de sua cidade natal em Daegu para o distrito de Gangnam, em Seul, onde ela treinou como patinadora artística na escola primária, mas desistiu quando estava na oitava série. Song se considerava tímida e introvertida, mas quando ela frequentou a Ewha Girls' High School, ela foi descrita por seu professor do ensino médio como tendo um "caráter alegre, ela se misturou bem com seus amigos e estava sempre em um humor brilhante". Song Hye-kyo frequentou a Universidade Sejong, onde se formou em Artes Cinematográficas.

## Carreira

### 1996–2004: Estreia, avanço e fama internacional
Em 1996, Song, então estudante do terceiro ano do ensino médio, ganhou o primeiro lugar no SunKyung Smart Model Contest e fez sua estreia no entretenimento como modelo para a empresa de uniformes escolares. Isso a levou a ser escalada para um pequeno papel em seu primeiro drama de televisão, First Love. Ela continuaria a aparecer em uma série de dramas e sitcoms, mais notavelmente Soonpoong Clinic. Mas não foi até o drama da KBS Autumn in My Heart em 2000 com Song Seung-heon e Won Bin que ela chegou à fama na Coreia e em toda a Ásia. A série de melodrama romântico foi um sucesso de audiência, sendo pioneira em uma tendência na série melodramática coreana e lançando uma tendência que é comumente referida como a "Onda Coreana" e levando Song a se tornar uma estrela da Hallyu.
Em 2003, sua popularidade continuou a subir quando ela desempenhou um papel de liderança ao lado de Lee Byung-hun no drama de jogos de azar All In, que atraiu sólidos índices de audiência em todo o país ao longo de sua execução, com um pico de audiência de 47,7 por cento. No ano seguinte, ela co-estrelou com o cantor Rain na série de comédia romântica Full House. O drama alcançou sucesso pan-asiático e estabeleceu Song como uma das atrizes coreanas mais conhecidas na Ásia.

### 2005–2012: Estreia no cinema e empreendimentos no exterior

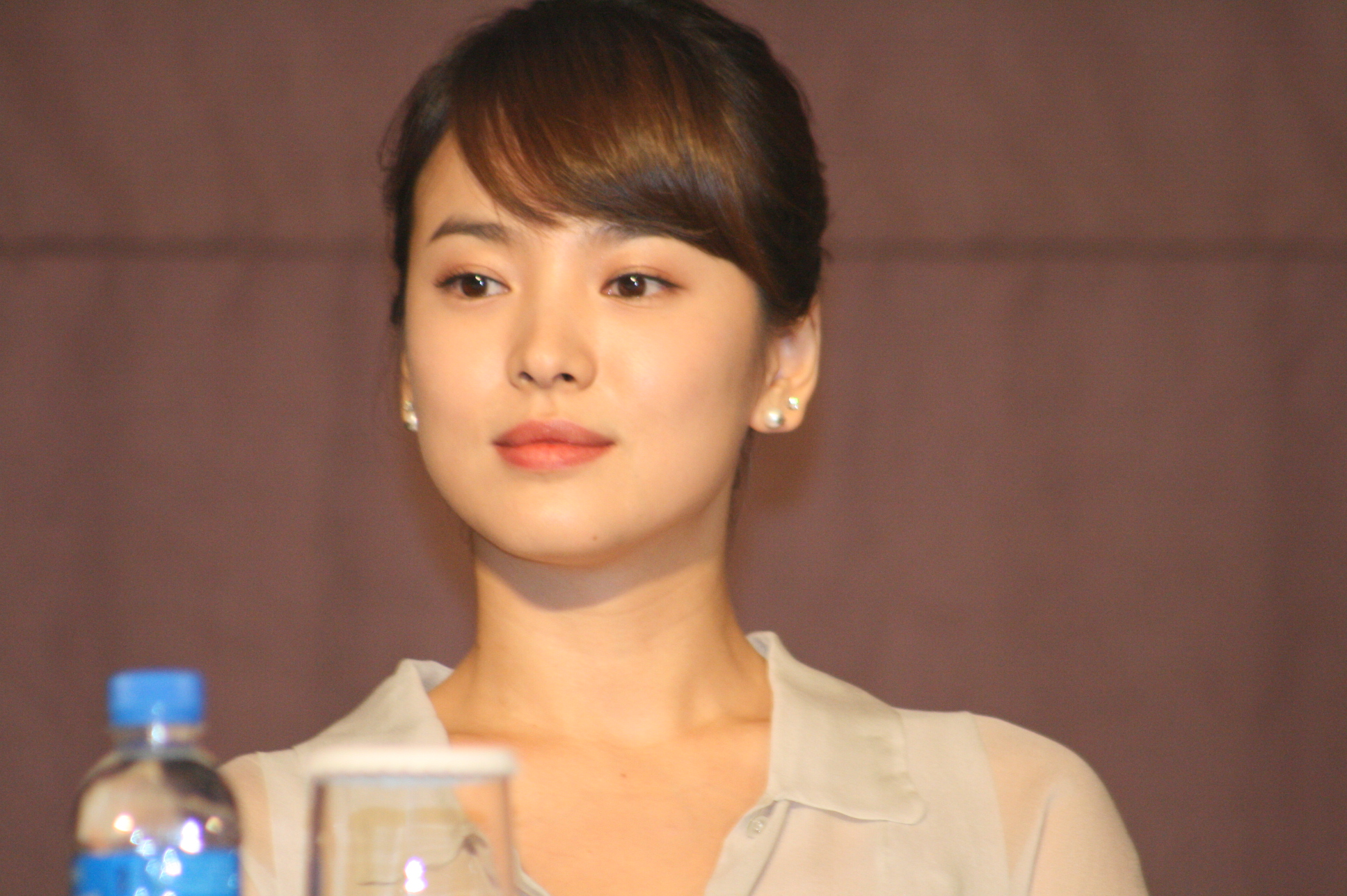
Song Hye-kyo (2008)

No início de 2005, Song foi para São Francisco para estudar inglês, e mais tarde viajou para Seattle. Ela tirou uma folga para se recarregar após o drama asiático de sucesso Full House. "Descansei bem. Foi uma boa oportunidade para refletir sobre mim mesmo", disse Song. Song retornou à Coreia em 5 de março de 2005. No mesmo ano, Song fez sua estreia na tela grande em My Girl and I (um remake coreano de Crying Out Love in the Center of the World), que foi criticado pelo público e pela crítica. Vocal sobre sua insatisfação com a tipografia nos papéis que lhe estavam sendo oferecidos, Song provou no ano seguinte que ela poderia desempenhar papéis diferentes.
Ela retornou às telonas em 2007 como a gisaeng titular na adaptação cinematográfica de Hwang Jin Yi. Porque eles acharam a imagem de Song "muito fofa", Jun Ji-hyun e Soo Ae foram as escolhas originais dos produtores para o papel, mas Song entrou em uma dieta rigorosa e os surpreendeu com sua vontade e desejo de ser Hwang Jini. Um ano depois, ela fez sua estreia americana no indie de Hollywood Make Yourself at Home (anteriormente intitulado Fetish), um thriller psicológico sobre uma garota que nasceu de uma mãe xamã e tenta fugir de seu destino tornando-se uma noiva imigrante nos EUA. Apesar das tentativas de Song de desafiar a si mesma, ambos os filmes ficaram abaixo das bilheterias.

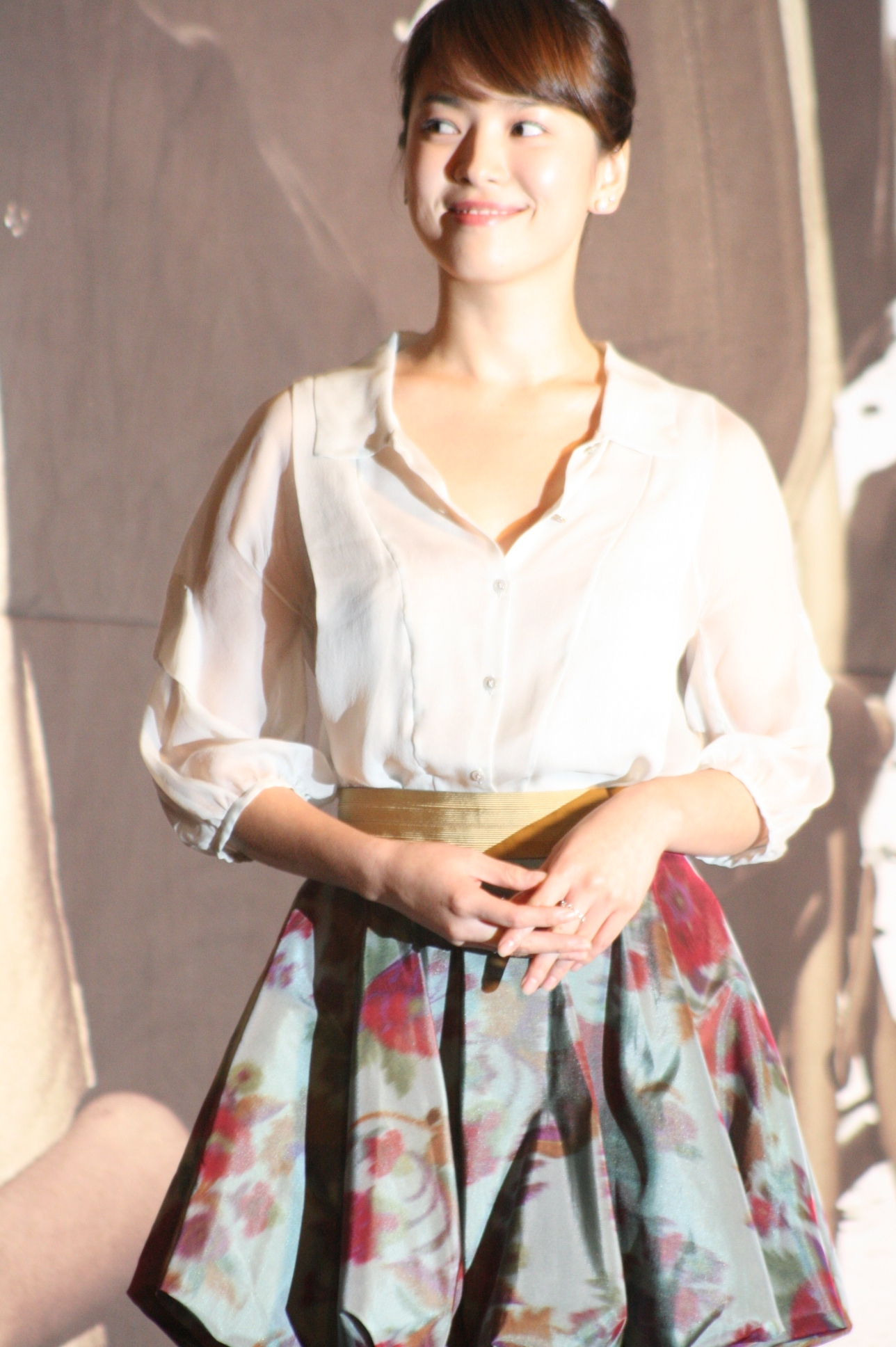
Em outubro de 2008

Ela fez seu retorno à TV no final de 2008 com The World That They Live In (também conhecido como Worlds Within), uma série ambientada em uma estação de transmissão em que Song e Hyun Bin interpretaram PDs de drama que trabalham juntos e se apaixonam.
Em 2010, ela estrelou Camellia, um filme omnibus composto por três curtas-metragens dirigidos por três diretores asiáticos. Cada episódio se passa no passado, presente e futuro da cidade de Busan. No segmento final do filme, Love for Sale, Song e Kang Dong-won interpretaram ex-amantes que esquecem suas memórias um sobre o outro, o que mais tarde os leva a um destino fatal.
Considerada uma das mulheres mais bonitas da Coreia, no início de 2011 Song lançou o foto-livro Song Hye-kyo's Moment, que foi fotografado pelos melhores fotógrafos de Atlanta, Nova York, Buenos Aires, Patagônia, Paris, Holanda e Brasil. A renda das vendas do livro de fotos foi doada para uma fundação infantil.
Em seguida, Song interpretou uma documentarista que encontra a força para perdoar o garoto de dezessete anos que matou seu noivo, mas em vez de redenção encontra apenas uma tragédia maior em A Reason to Live (título coreano: Hoje "Today"), que depois de vários atrasos foi lançado em outubro de 2011. Song era uma grande fã do diretor Lee Jeong-hyang e a procurou ativamente, e embora ela tivesse dificuldade em entrar no personagem, Song disse que se apaixonou pelo roteiro e sentiu que sua atuação havia amadurecido. Ela considera o filme "um ponto de virada" em sua vida.
Em 2011, ela se tornou a primeira atriz asiática a assinar um contrato com a agência global francesa Effigies, abrindo caminho para sua possível entrada no mercado europeu. Ela lançou um livro de ensaios fotográficos em 2012 intitulado It's Time for Hye-kyo.
Em seguida, Song desempenhou um papel coadjuvante em The Grandmaster, o filme biográfico do diretor chinês Wong Kar-wai sobre o mestre de kung fu de Bruce Lee, Ip Man, para o qual ela aprendeu cantonês e artes marciais. Mais tarde, ela admitiu que houve "um pouco de atrito e mal-entendido" com Wong durante as filmagens, mas que as dificuldades a ajudaram a amadurecer.

### 2013–presente: Ressurgimento da carreira
Song se reuniu com o escritor e diretor de Worlds Within em That Winter, the Wind Blows, um remake de 2013 do drama japonês de 2002 Ai Nante Irane Yo, Natsu ("I Don't Need Love, Summer"). Ela interpretou uma herdeira cega no melodrama, ao lado de um vigarista fingindo ser seu irmão há muito perdido (interpretado por Jo In-sung). Naquele inverno, o Wind Blows ficou em primeiro lugar em seu horário durante a maior parte de sua execução, e Song e Jo foram elogiados por suas performances. Song ganhou o Daesang (ou "Grande Prêmio"), o maior prêmio para a televisão, no 2º APAN Star Awards.
Em 2014, Song se reuniu com Kang Dong-won em My Brilliant Life, a adaptação cinematográfica de E J-yong do best-seller de Kim Aeran, My Palpitating Life, sobre um casal que viu seu filho sofrendo de progeria envelhecer prematuramente.
O épico romântico The Crossing foi o segundo filme chinês de Song a ser lançado. Foi dirigido por John Woo (o amigo de longa data e produtor de Woo, Terence Chang, gerencia as atividades de Song no exterior desde 2008). Anteriormente intitulado 1949 e Love and Let Love, o projeto de longa gestação havia sido originalmente anunciado no Festival de Cannes em 2008, depois cancelado em 2009, e revivido novamente em 2011. A recuperação de Woo da remoção do tumor de amígdalas em 2012 levou a outro atraso devido a conflitos de agendamento entre o elenco, e Song finalmente começou a filmar em junho de 2013. The Crossing é baseado na história real da colisão do vapor Taiping. Ele segue as histórias de amor entrelaçadas de seis personagens em Taiwan e Xangai durante a década de 1930. Song interpretou a filha de um rico banqueiro.
Outro filme chinês foi lançado em 2015, The Queens, uma comédia romântica contemporânea sobre três mulheres cosmopolitas – uma atriz, uma especialista em relações públicas e uma gerente de galeria – que manipulam amigos e derrubam seus inimigos enquanto jogam o jogo do amor. Também estrelado por Joe Chen e Vivian Wu, foi a estreia da atriz Annie Yi na direção.
Em 2016, Song estrelou a série de comédia romântica de grande sucesso Descendentes do Sol, um drama intenso sobre um capitão do exército (interpretado por Song Joong-ki) e um cirurgião que se apaixonam enquanto trabalham em áreas devastadas por desastres. O drama foi incrivelmente popular na Coreia, com uma classificação de audiência de pico de 41,6% e na Ásia, onde foi visto 2,5 bilhões de vezes no iQiyi. A popularidade do drama restabeleceu Song como um líder da Hallyu. Ela liderou as pesquisas de popularidade na Ásia e foi notada por seu imenso reconhecimento de marca na Coreia do Sul. Song ganhou Daesang (Grande Prêmio), o maior prêmio no KBS Drama Awards de 2016, juntamente com sua co-estrela, Song Joong-ki.
Depois de um hiato de dois anos, ela retornou na telinha com o melodrama romântico Encounter ao lado de Park Bo-gum. Em 2021, Song estrelou o drama romântico da SBS Now, We Are Breaking Up, interpretando um líder de equipe do departamento de design de uma empresa de moda.
Em 2022, Song se reuniu com a escritora de Descendentes do Sol, Kim Eun-sook, na série da Netflix The Glory. A série foi bem recebida pelo público e o retrato de Kim de Moon Dong-eun, uma vítima de bullying brutal do ensino médio que dedica sua idade adulta a planejar vingança contra os perpetradores, foi recebido com elogios pelos críticos.

## Vida pessoal

### Casamento

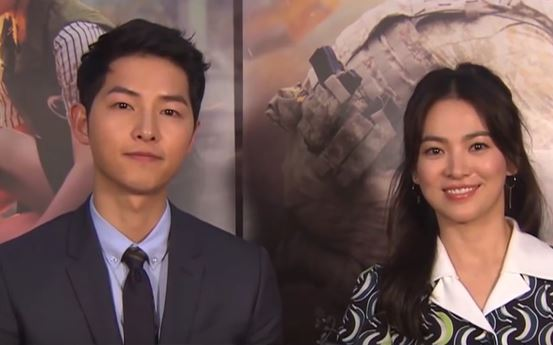
Song Joong-ki e Song Hye-kyo

Em 5 de julho de 2017, Song  e Song Joong-ki, anunciaram através de suas respectivas agências que eles estavam noivos. Eles se casaram em uma cerimônia privada em 31 de outubro de 2017, em Youngbingwan, Hotel Shilla, em Seul, em meio ao intenso interesse da mídia em toda a Ásia. A cerimônia contou com a presença da família e amigos mais próximos do casal, incluindo os atores Lee Kwang-soo, Yoo Ah-in e Park Bo-gum, que também tocaram piano na recepção.
Em 27 de junho de 2019, Song Joong-ki revelou que havia pedido o divórcio de Song Hye-kyo no dia anterior. O divórcio foi finalizado em julho de 2019.
Em 25 de julho de 2019, Song Hye-kyo apresentou uma queixa contra quinze internautas on-line por "disseminação de informações falsas, difamação de caráter e insulto".

### Song Hye-kyo doa 100 milhões de wons para esforços de ajuda de emergência em áreas atingidas por incêndios florestais
Doou 100 milhões de wons para apoiar a ajuda de emergência às vítimas de incêndios florestais nas regiões de Gangwon e Gyeongbuk.
A Cruz Vermelha Coreana anunciou a 7 de março de 2022 que Song Hye-kyo doou 100 milhões de wons à Cruz Vermelha.
Juntamente com a doação, Song Hye-kyo expressou o seu conforto e apoio, dizendo: "Espero que as vítimas que perderam as suas casas devido aos incêndios florestais possam regressar rapidamente às suas vidas quotidianas" e "Espero que a doação seja útil para muitas pessoas, incluindo as vítimas e os socorristas no local". A doação de Song Hye-kyo será utilizada para atividades de ajuda de emergência às vítimas através das filiais da Cruz Vermelha nas regiões de Gangwon e Gyeongbuk, onde ocorreram os danos causados pelos incêndios florestais.

### Song Hye-kyo doa balde de gelo
A atriz Song Hye-kyo doou 10 milhões de wons ao participar no Ice Bucket Challenge. Este desafio, que começou com o cantor Sean no dia 10, está atualmente a receber muita atenção do público com a participação de IU, Park Bo-gum, Lee Young-ji, Lee Do-hyun e outros.
No dia 14, Song Hye-kyo publicou nas suas redes sociais: "Fui nomeada pelo ator Lee Do-hyun para participar no Ice Bucket Gift Challenge de 2023". Além disso, Song Hye-kyo revelou um certificado que comprova que doou 10 milhões de wons à Fundação Seungil Hope.
E continuou: "Para construir o primeiro hospital para a doença de Lou Gehrig na Coreia do Sul, precisamos do interesse amoroso e do apoio de muitas pessoas", e disse: "Também apoiarei e torcerei para que o precioso coração de cada pessoa se possa unir para realizar um trabalho significativo e para que este coração caloroso possa continuar firme e constante".
O Desafio do Balde de Gelo é uma campanha de donativos em estafeta para sensibilizar a população para a doença de Lou Gehrig e ajudar os doentes com a doença. O nomeado deve deitar-se água gelada ou fazer uma dádiva no prazo de 24 horas e, de seguida, nomear outros três desafiantes.

## Filantropia
Song participa ativamente do trabalho voluntário, especialmente com animais. Ela participa de atividades relacionadas pelo KARA regularmente.
Song também é conhecida por suas frequentes grandes doações de caridade.

### Colaboração com o Professor Seo Kyung-duk
Um representante da agência de Song disse: "Como Song viajou extensivamente a trabalho, ela se conscientizou de como é importante que os turistas possam ler informações em seu próprio idioma". Song, em colaboração com o professor Seo Kyung-duk da Universidade das Mulheres de Sungshin, doou folhetos de informações em coreano para vários locais históricos coreanos, galerias de arte e museus no mundo. O professor Seo elogiou Song por apoiar seu país em silêncio.
- Em janeiro de 2012, Song e Seo financiaram a publicação de um novo guia coreano do MoMA em Nova York. "Song cobriu o custo de publicação de um novo guia coreano para o MoMA", disse Seo.[114][115]
- Em abril de 2012, Song cobriu o custo para a produção da nova brochura coreana para o Yun Bong-gil Memorial Hall em Xangai, China.[116]
- Em outubro de 2012, Song financiou a criação de um aplicativo para usuários de smartphones para fornecer informações sobre museus associados à Coreia no exterior. Foi lançado para marcar o Dia do Hangeul (alfabeto coreano).[117]
- Em novembro de 2012, Song e Seo instalaram uma caixa de vídeo promocional sobre a Coreia no Museu de Belas Artes de Boston.[118]
- Song está bem ciente dos desafios enfrentados pelos deficientes visuais quando interpretou uma pessoa cega em That Winter, the Wind Blows. Em março de 2013, ela patrocinou a publicação de guias para cegos no Independence Hall of Korea em Cheonan.[119]
- Em agosto de 2013, o especialista em relações públicas de Song e da Coreia, Seo Kyung-duk, doou um trabalho de socorro de três combatentes da independência para o Museu da Paz Yi Jun em Haia, Holanda.[120]
- Em outubro de 2013, o especialista em relações públicas de Song e da Coreia, Seo Kyung-duk, doou guias em coreano no An Jung-geun Memorial Hall em Harbin, China.[121]
- Em novembro de 2013, o especialista em relações públicas da Coreia, Seo Kyung-duk, e o fã-clube de Song Hye-kyo anunciaram que haviam doado guias coreanos para o Museu Nacional de História do Uzbequistão.[122]
- Em abril de 2014, Song e Seo doaram 10.000 panfletos informativos coreanos para a construção do extinto Governo Provisório da Coreia em Hangzhou, China.[123][124]
- Em abril de 2015, Song doou dinheiro para imprimir folhetos em uma igreja em Nova York, que foi considerada um local histórico coreano..[125]
- Em abril de 2016, Song e Seo doaram 10.000 folhetos em coreano para o local histórico do Governo Provisório Coreano em Changsha.[126] Ela também doou folhetos em coreano para a Estátua da Liberdade em Nova York.
- Em agosto de 2016, para comemorar o Dia da Libertação Nacional da Coreia em 15 de agosto, Song e o professor Seo doaram um total de 10.000 folhetos para a Vila Utoro, no Japão.[127]
- Em dezembro de 2016, Song e o Professor Seo doaram 10.000 cópias de um guia coreano para o Yun Bong-gil Memorial Hall, em Xangai, para comemoração de seu dia de morte (19 de dezembro de 1932).[128][129]
- Em março de 2017, Song comemorou o Dia do Movimento de Independência doando 10.000 cópias de um guia coreano para locais históricos coreanos em Tóquio.[130]
- Em maio de 2017, Song e Seo forneceram guias coreanos para o Museu Real de Ontário, em Toronto.[131]
- Em agosto de 2017, Song e Seo doaram guias sobre os locais históricos coreanos localizados em Kyoto.[132]
- Em agosto de 2019, Song e Seo doaram folhetos informativos ao Governo Provisório da República da Coreia em Chongqing, China, na quinta-feira, para celebrar o Dia da Libertação Nacional da Coreia.[133]
- Em outubro de 2020, Song e Seo doaram 10.000 cópias do guia sobre 'Nossa História Encontrada no Exterior - Edição Paris' para o Centro Cultural Coreano na França.[134]
- Em 1º de março de 2022, Song e Seo doaram 10.000 cópias da 'Story of Our History Overseas-San Francisco Edition' para o Korean Education Center em São Francisco.[135]
- Em 15 de agosto de 2022, Song doou o trabalho de socorro de Kim Gyu-sik ao Centro de Governo Temporário em Chongqing, China, por ocasião do 77º aniversário do Dia da Independência.[136]
- Em outubro de 2022, o professor da Universidade Feminina de Song e Sungshin, Seo Kyung-deok, doou 10.000 cópias de guias coreanos para o Memorial da Paz de Utoro, localizado em Uji, Japão, no Dia de Hangul.[137]
- Em 23 de dezembro de 2022, Song e Seo doaram 10.000 manuais coreanos para a Embaixada da Coreia em Washington, DC, EUA.[138]

### Outras doações
Em outubro de 2013, Song doou 1.000 ingressos para o Festival Internacional de Cinema de Busan para os jovens carentes na área de Busan. Em julho de 2014, Song comprou 800 ingressos para o Festival Internacional de Cinema Feminino de Seul e os doou para a Associação Psicológica Coreana e a Comunidade Magdalena.
Em dezembro de 2016, Song fez uma doação para a Beautiful Foundation, para ser usada em projetos de apoio educacional para estudantes de baixa renda que sonham em se tornar especialistas em design. Em julho de 2017, Song doou 100 milhões de won para o Hospital Infantil da Universidade Nacional de Seul. Em março de 2022, Song doou 100 milhões de won para a Cruz Vermelha Coreana para ajudar as vítimas do enorme incêndio florestal que começou em Uljin, Gyeongbuk e se espalhou para Samcheok, Gangwon.

## Filmografia

### Filme
| Ano  | Título                     | Papel           | Notas                 | Ref. |
| ---- | -------------------------- | --------------- | --------------------- | ---- |
| 2005 | My Girl and I              | Bae Su-eun      |                       |      |
| 2007 | Hwang Jin Yi               | Hwang Jin-yi    |                       |      |
| 2008 | Make Yourself at Home      | Sookhy          | Filme indie americano |      |
| 2010 | Camellia – "Love for Sale" | Bo-ra           | Filme omnibus         |      |
| 2011 | Countdown                  | pretty girl     | Participação especial |      |
| 2011 | A Reason to Live           | Da-hye          |                       |      |
| 2013 | O Grande Mestre            | Zhang Yongcheng | Filme chinês          |      |
| 2014 | My Brilliant Life          | Choi Mi-ra      |                       |      |
| 2014 | The Crossing: Part 1       | Zhou Yunfen     | Filme chinês          |      |
| 2015 | The Queens                 | Annie           | Filme chinês          |      |
| 2015 | The Crossing: Part 2       | Zhou Yunfen     | Filme chinês          |      |

### Séries de televisão
| Anos      | Título                                   | Papel                                      | Notas     | Ref.           |
| --------- | ---------------------------------------- | ------------------------------------------ | --------- | -------------- |
| 1995      | New Generation Report: Adults Don't Know |                                            | Parte bit |                |
| 1996–1997 | First Love                               | Um dos alunos sendo tutorado por Hyo-kyung |           |                |
| 1997      | Happy Morning                            | Oh Ye-boon                                 |           |                |
| 1997      | Beautiful Face                           |                                            | Parte bit |                |
| 1997      | 70-minute Drama: When They Met           |                                            | extra     |                |
| 1997      | One of a Pair                            |                                            | extra     |                |
| 1997–1998 | Wedding Dress                            | Neta                                       |           |                |
| 1998–1999 | Six Siblings                             | Choi Eun-shil                              |           | [ 144 ]        |
| 1998–2000 | Soonpoong Clinic                         | Oh Hye-kyo                                 |           |                |
| 1998      | White Nights 3.98                        | young Hong Jung-yeon                       |           | [ 145 ]        |
| 1998      | Deadly Eyes                              | Oh Jung-ah                                 |           |                |
| 1998–1999 | How Am I?                                | Ye-rin                                     |           |                |
| 1999–2000 | Marching                                 | Song Hye-kyo                               |           | [ 146 ]        |
| 1999–2000 | Sweet Bride                              | Kim Young-hee                              |           | [ 147 ]        |
| 2000      | Autumn in My Heart                       | Yoon / Choi Eun-seo                        |           |                |
| 2001      | Hotelier                                 | Kim Yoon-hee                               |           | [ 148 ]        |
| 2001      | Guardian Angel                           | Jung Da-so                                 |           | [ 149 ]        |
| 2003      | All In                                   | Min Su-yeon / Angela                       |           |                |
| 2004      | Sunlight Pours Down                      | Ji Yeon-woo                                |           | [ 150 ]        |
| 2004      | Full House                               | Han Ji-eun                                 |           |                |
| 2008      | Worlds Within                            | Joo Joon-young                             |           |                |
| 2013      | That Winter, the Wind Blows              | Oh Young                                   |           |                |
| 2016      | Descendentes do Sol                      | Kang Mo-yeon                               |           |                |
| 2018–2019 | Encounter                                | Cha Soo-hyun                               |           |                |
| 2021–2022 | Now, We Are Breaking Up                  | Ha Young-eun                               |           | [ 151 ] [ 90 ] |

### Web series
| Ano  | Título    | Papel         | Ref.            |
| ---- | --------- | ------------- | --------------- |
| 2022 | The Glory | Moon Dong-eun | [ 152 ] [ 153 ] |

### Programas de televisão
| Ano       | Título                             | Papel     | Notas             | Ref.    |
| --------- | ---------------------------------- | --------- | ----------------- | ------- |
| 1998      | Inkigayo Live 20                   | Anfitriã  | com Park Soo-hong |         |
| 1999–2000 | Our Happy Saturday                 | Anfitriã  |                   |         |
| 2000      | Music Bank                         | Anfitriã  | com Lee Hwi-jae   | [ 154 ] |
| 2001      | Mnet KM Music Festival             | Anfitriã  | com Cha Tae-hyun  |         |
| 2007      | She's Olive: Song Hye-kyo in Paris | ela mesma |                   |         |
| 2009      | Good Morning Panda                 | Narradora | Documentário      | [ 155 ] |
| 2016      | May, the Children                  | Narradora | Documentário      | [ 156 ] |

### Aparições em videoclipes
| Ano  | Título da canção  | Artista       |
| ---- | ----------------- | ------------- |
| 1996 | "This Promise"    | Kim Soo-keun  |
| 2000 | "Curious Destiny" | Shin Sung-woo |
| 2000 | "Once Upon a Day" | Kim Bum-soo   |

## Discografia

### Singles
| Título                             | Ano  | Álbum                              |
| ---------------------------------- | ---- | ---------------------------------- |
| "Switch: Be White" (com John Park) | 2012 | Anúncios Laneige (for Laneige ads) |

## Livros
| Ano  | Título                | Tipo                        | Editora       | ISBN          |
| ---- | --------------------- | --------------------------- | ------------- | ------------- |
| 2011 | Song Hye-kyo's Moment | Álbum de fotos (Photo Book) | Nangman Books | 9788994842127 |
| 2012 | It's Time for Hye-kyo | foto-ensaio (Photo Essay)   | Nangman Books | 9788994842226 |

## Prêmios e indicações
| Cerimônia de premiação                    | Ano  | Categoria                                                           | Indicado / Trabalho           | Resultado | Ref.            |
| ----------------------------------------- | ---- | ------------------------------------------------------------------- | ----------------------------- | --------- | --------------- |
| APAN Star Awards                          | 2013 | Grande Prémio (Daesang)                                             | That Winter, the Wind Blows   | Venceu    |                 |
| APAN Star Awards                          | 2013 | Prêmio Top Excellence, Atriz                                        | That Winter, the Wind Blows   | Indicado  | [ 57 ]          |
| APAN Star Awards                          | 2016 | Grande Prémio (Daesang)                                             | Descendentes do Sol           | Indicado  | [ 158 ]         |
| APAN Star Awards                          | 2016 | Prêmio Top Excellence, Atriz em Minissérie                          | Descendentes do Sol           | Indicado  | [ 158 ]         |
| APAN Star Awards                          | 2016 | Melhor Casal (com Song Joong-ki)                                    | Descendentes do Sol           | Venceu    | [ 159 ] [ 160 ] |
| Baeksang Arts Awards                      | 2001 | Melhor Nova Atriz - Televisão                                       | Autumn in My Heart            | Indicado  | [ 161 ]         |
| Baeksang Arts Awards                      | 2001 | Atriz mais popular (TV)                                             | Autumn in My Heart            | Venceu    |                 |
| Baeksang Arts Awards                      | 2005 | Best Actress – Television                                           | Full House                    | Indicado  |                 |
| Baeksang Arts Awards                      | 2006 | Melhor Nova Atriz - Filme                                           | My Girl and I                 | Indicado  | [ 162 ]         |
| Baeksang Arts Awards                      | 2013 | Melhor Atriz - Televisão                                            | That Winter, the Wind Blows   | Indicado  | [ 163 ]         |
| Baeksang Arts Awards                      | 2016 | Melhor Atriz - Televisão                                            | Descendentes do Sol           | Indicado  | [ 164 ]         |
| Baeksang Arts Awards                      | 2016 | Atriz mais popular (TV)                                             | Descendentes do Sol           | Venceu    | [ 165 ]         |
| Baeksang Arts Awards                      | 2016 | Prêmio Estrela Global iQiyi                                         | Descendentes do Sol           | Venceu    | [ 166 ]         |
| Blue Dragon Film Awards                   | 2007 | Melhor Atriz Principal                                              | Hwang Jin Yi                  | Indicado  | [ 167 ]         |
| CETV Awards                               | 2002 | Top 10 Artistas Asiáticos                                           | Song Hye-kyo                  | Venceu    | [ 168 ]         |
| Golden Disk Awards                        | 2001 | Prêmio de Videoclipe Popular                                        | Kim Bum-soo's Once Upon a Day | Venceu    | [ 169 ] [ 170 ] |
| Gold Song Awards (Hong Kong)              | 2001 | Melhor estrela coreana                                              | Song Hye-kyo                  | Venceu    | [ 171 ]         |
| Grand Bell Awards                         | 2006 | Melhor Nova Atriz                                                   | My Girl and I                 | Indicado  | [ 172 ]         |
| KBS Drama Awards                          | 2000 | Prêmio Top Excelência, Atriz                                        | Autumn in My Heart            | Indicado  |                 |
| KBS Drama Awards                          | 2000 | Prêmio Fotogênico, Atriz                                            | Autumn in My Heart            | Venceu    | [ 173 ]         |
| KBS Drama Awards                          | 2000 | Prêmio de popularidade, atriz                                       | Autumn in My Heart            | Venceu    | [ 173 ]         |
| KBS Drama Awards                          | 2004 | Prêmio Top Excelência, Atriz                                        | Full House                    | Venceu    | [ 174 ]         |
| KBS Drama Awards                          | 2004 | Prêmio de popularidade, atriz                                       | Full House                    | Venceu    | [ 174 ]         |
| KBS Drama Awards                          | 2004 | Melhor casal (com Rain)                                             | Full House                    | Venceu    | [ 174 ]         |
| KBS Drama Awards                          | 2008 | Prêmio de Excelência, Atriz em Minissérie                           | Worlds Within                 | Indicado  |                 |
| KBS Drama Awards                          | 2016 | Grande Prêmio (Daesang)                                             | Descendentes do Sol           | Venceu    | [ 175 ] [ 176 ] |
| KBS Drama Awards                          | 2016 | Prêmio Top Excelência, Atriz                                        | Descendentes do Sol           | Indicado  | [ 175 ] [ 176 ] |
| KBS Drama Awards                          | 2016 | Prêmio de Excelência, Atriz em Minissérie                           | Descendentes do Sol           | Indicado  | [ 175 ] [ 176 ] |
| KBS Drama Awards                          | 2016 | Melhor casal (com Song Joong-ki)                                    | Descendentes do Sol           | Venceu    | [ 175 ] [ 176 ] |
| KBS Drama Awards                          | 2016 | Melhor casal da Ásia (com Song Joong-ki)                            | Descendentes do Sol           | Venceu    | [ 175 ] [ 176 ] |
| Korea Drama Awards                        | 2013 | Grande Prêmio (Daesang)                                             | That Winter, the Wind Blows   | Indicado  | [ 177 ]         |
| Korean Film Awards                        | 2007 | Melhor Nova Atriz                                                   | Hwang Jin Yi                  | Venceu    | [ 178 ]         |
| Mnet 20's Choice Awards                   | 2013 | 20's Drama Star-Female                                              | That Winter, the Wind Blows   | Indicado  |                 |
| SBS Drama Awards                          | 1998 | Melhor Nova Atriz em Sitcom                                         | Soonpoong Clinic, How Am I?   | Venceu    | [ 179 ]         |
| SBS Drama Awards                          | 2001 | 10 melhores estrelas                                                | Guardian Angel                | Venceu    | [ 180 ]         |
| SBS Drama Awards                          | 2001 | SBSi Award                                                          | Guardian Angel                | Venceu    | [ 180 ]         |
| SBS Drama Awards                          | 2003 | Prêmio Top Excelência, Atriz                                        | All In                        | Venceu    | [ 181 ]         |
| SBS Drama Awards                          | 2003 | 10 melhores estrelas                                                | All In                        | Venceu    | [ 181 ]         |
| SBS Drama Awards                          | 2004 | Prêmio Top Excelência, Atriz                                        | Sunlight Pours Down           | Indicado  |                 |
| SBS Drama Awards                          | 2004 | Prêmio de Excelência, Atriz em Drama Especial                       | Sunlight Pours Down           | Indicado  |                 |
| SBS Drama Awards                          | 2013 | Prêmio Top Excelência, Atriz em Minissérie                          | That Winter, the Wind Blows   | Venceu    | [ 182 ]         |
| SBS Drama Awards                          | 2013 | 10 melhores estrelas                                                | That Winter, the Wind Blows   | Venceu    | [ 182 ]         |
| SBS Drama Awards                          | 2013 | Melhor casal (com Jo In-sung)                                       | That Winter, the Wind Blows   | Indicado  |                 |
| SBS Drama Awards                          | 2021 | Grande Prêmio (Daesang)                                             | Now, We Are Breaking Up       | Indicado  | [ 183 ]         |
| SBS Drama Awards                          | 2021 | Prêmio Top Excellence, Atriz em Minissérie de Drama/Comédia Romance | Now, We Are Breaking Up       | Indicado  | [ 184 ]         |
| SBS Drama Awards                          | 2021 | Prêmio de Melhor Casal (com Jang Ki-yong)                           | Now, We Are Breaking Up       | Indicado  | [ 185 ]         |
| Seoul International Drama Awards          | 2013 | Melhor Atriz Coreana                                                | That Winter, the Wind Blows   | Indicado  |                 |
| Shanghai New Entertainment Charity Awards | 2009 | Prêmio de estrela de caridade mais charmosa                         | Song Hye-kyo                  | Venceu    | [ 186 ]         |
| SunKyung Smart Model Contest              | 1996 | Grande Prêmio (Daesang)                                             | Song Hye-kyo                  | Venceu    | [ 187 ]         |
| Women in Film Korea Awards                | 2011 | Melhor atriz                                                        | A Reason to Live              | Venceu    | [ 188 ] [ 189 ] |

### Honras de estado
| País ou organização          | Ano  | Honras ou Prêmios            | Ref.            |
| ---------------------------- | ---- | ---------------------------- | --------------- |
| Serviço Nacional de Impostos | 2011 | Comenda do primeiro-ministro | [ 191 ]         |
| Coreia do Sul                | 2016 | Comenda Presidencial         | [ 195 ] [ 196 ] |

### Listicles
| Editora | Ano  | Listicle                | Classificação | Ref.    |
| ------- | ---- | ----------------------- | ------------- | ------- |
| Forbes  | 2015 | \|Korea Power Celebrity | 30º           | [ 197 ] |
| Forbes  | 2017 | \|Korea Power Celebrity | 7º            | [ 198 ] |
| Forbes  | 2018 | \|Korea Power Celebrity | 6º            | [ 199 ] |
| Forbes  | 2022 | \|Korea Power Celebrity | 29º           | [ 200 ] |